# Spłaszczarka

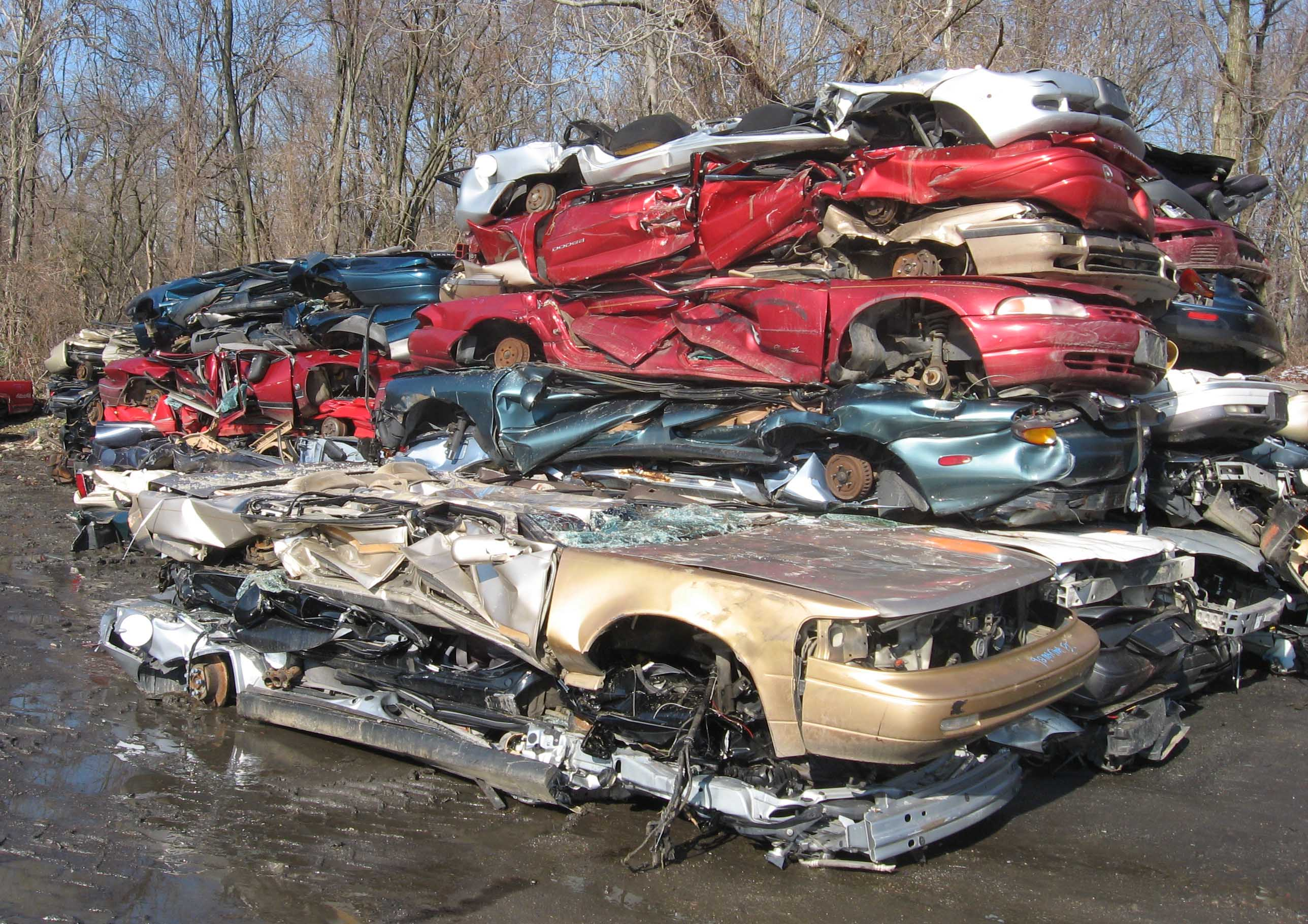
Wynik działania spłaszczarki

Spłaszczarka (łac. presso prasować, tłoczyć) – urządzenie stosowane w procesie rozbiórki samochodów w stacjach demontażu pojazdów do prasowania, spłaszczania karoserii. 
Ze względu na gabaryty karoserii samochodów-wraków, oczyszczonych w procesie demontażu istnieje konieczność jednoczesnego przewozu znacznej ilości do rozdrobnienia w instalacji typu strzępiarka. 